# Sigerico dei Visigoti
Sigerico o Segerico, Sigerico anche in spagnolo e in portoghese, Sigeric in catalano (verso la fine del IV secolo – Barcellona, 415), fu re dei Visigoti per soli sette giorni durante l'anno 415.

## Origine
Secondo il Diccionario biográfico español, Real Academia de la Historia, Sigerico apparteneva a un ceppo di grande nobiltà, quello dei Rosomone, che si contrapponeva alla dinastia dei Balti ed era fratello del Generale visigoto Saro.

L'Europa nel 420. Il percorso dei Visigoti dall'Italia alla Gallia alla penisola Iberica. In marrone il regno di Tolosa dei Visigoti.

## Biografia
Quando era arrivato in Gallia, il re dei Visigoti, Ataulfo, si unì all'usurpatore Giovino. Questi però considerava il re visigoto troppo pericoloso ed iniziò dunque a trattare col fratello di Sigerico, il generale di origine visigota Saro, che era stato collaboratore di Stilicone. Ataulfo, secondo il Fragmenta historicorum graecorum, Volume 4, venuto a conoscenza della cosa, con circa diecimila uomini affrontò Saro, lo sconfisse e dopo averlo catturato lo uccise.
Ataulfo, nel 415, fu assassinato a Barcellona, da un goto al suo servizio di nome Dubio,  secondo il Fragmenta historicorum graecorum, Volume 4, mentre il Chronicon Albeldense riporta che fu ucciso dai suoi seguaci (a suis interfectus est in Barcinona) e ancora lo storico Giordane racconta che morì per uns spada che lo sventrò (occubuit gladio ilia perforata Euervulfi); infine il vescovo Idazio riporta che morì, nel 416, per una questione interna ai Goti (per quemdam Gothum apud Barcinonam inter familiars fabulas). Probabilmente la missione omicida da lui voluta fu una risposta all'uccisione commessa da Ataulfo anni prima del fratello Saro, morto per mano del re dei goti durante il tentativo di usurpazione di Giovino, al cui servizio si era posto il fratello.
Alla morte di Ataulfo (415), si scatenò una cruenta lotta al potere tra le fazioni che intendevano continuare l'integrazione coi Romani (tra coloro che sostenevano l'integrazione vi era il fratello di Ataulfo che era stato designato a succedergli dallo stesso Ataulfo.) e quelle contrarie; queste ultime ebbero il sopravvento e tra queste, per la successione al trono, si distinsero le fazioni prima di Sigerico e poi quella di Walia.
Uscitone vincente Sigerico (tarda estate del 415), mandò a massacrare tutti i figli che il re Ataulfo aveva avuto dal primo matrimonio ed alla sua vedova, la seconda moglie, Galla Placidia, inflisse il più umiliante dei trattamenti: Galla Placidia fu costretta a percorrere a piedi dodici miglia seguita dal cavallo di Sigerico, come conferma il Fragmenta historicorum graecorum, Volume 4.
Molto probabilmente questi avvenimenti come sostiene il Diccionario biográfico español, Real Academia de la Historia, portò ad una violenta reazione da parte dei membri dell'esercito gotico legato ai Balti. Sette giorni dalla sua elezione regale, come confermano il Fragmenta historicorum graecorum, Volume 4, Giordane, il Chronicon Albeldense e Isidoro di Siviglia, Sigerico, sempre a Barcellona, fu assassinato forse su istigazione del suo avversario nella lotta per il trono, Walia, che divenne il nuovo re dei Goti.
Il vescovo Idazio nel suo Idatii episcopi Chronicon non menziona Sigerico, ma ad Ataulfo fa seguire Walia.

## Discendenza
Di Sigerico non si conosce alcun discendente.

### Fonti primarie
- (LA)  #ES IORDANIS DE ORIGINE ACTIBUSQUE GETARUM.
- (LA)  #ES Fragmenta historicorum graecorum, Volume 4.
- (LA)  #ES Idatii episcopi Chronicon.
- (LA)  Isidori Historia Gothorum, Wandalorum, Sueborum, De origine Gothorum.
- (LA)  Anastasii abbatis opera omnia.

### Letteratura storiografica
- Ludwig Schmidt e Christian Pfister, I regni germanici in Gallia, in Storia del mondo medievale, vol. I, Garzanti, 1999,  pp. 275-300.
- Ernst Barker, L'Italia e l'occidente dal 410 al 476, in Storia del mondo medievale, vol. I, Garzanti, 1999,  pp. 373-419.